# Граница (топология)
Грани́ца мно́жества A — множество всех точек, расположенных сколь угодно близко как к точкам во множестве A, так и к точкам вне множества A.

## Определение
Пусть дано топологическое пространство {\displaystyle (X,{\mathcal {T}})}, где {\displaystyle X} — произвольное множество, а {\displaystyle {\mathcal {T}}} — определённая на {\displaystyle X} топология. Пусть рассматривается множество {\displaystyle A\subset X.} Тогда точка {\displaystyle x_{0}\in X} называется грани́чной то́чкой мно́жества {\displaystyle A}, только если для любой её окрестности {\displaystyle U\ni x_{0},} целиком лежащей в этом топологическом пространстве, справедливо:
{\displaystyle U\cap A\neq \varnothing } и одновременно с этим {\displaystyle U\cap A^{\complement }\neq \varnothing .}
Множество всех граничных точек множества {\displaystyle A} называется границей множества {\displaystyle A} (в {\displaystyle X}) и обозначается {\displaystyle \partial A} или {\displaystyle \partial _{X}A} если необходимо подчеркнуть, что граница рассматривается относительно объемлющего пространства {\displaystyle X}.

## Свойства
- {\displaystyle \partial A=\partial \left(A^{\complement }\right);}
- {\displaystyle \partial A={\bar {A}}\setminus A^{\circ };}
- {\displaystyle \partial A} — замкнутое множество;
- {\displaystyle A} — открытое множество тогда и только тогда, когда {\displaystyle A\cap \partial A=\emptyset ;}
- {\displaystyle A} — замкнутое множество тогда и только тогда, когда {\displaystyle \partial A\subset A;}
- {\displaystyle A} — открытое и одновременно замкнутое множество тогда и только тогда, когда {\displaystyle \partial A=\emptyset ;}
- {\displaystyle \partial \partial A\subset \partial A}, причем равенство {\displaystyle \partial \partial A=\partial A} достигается тогда и только тогда, когда {\displaystyle (\partial A)^{\circ }=\emptyset ;}
- {\displaystyle \partial \partial \partial A=\partial \partial A.}

## Примеры
Рассмотрим числовую прямую {\displaystyle \mathbb {R} } со стандартной топологией. Тогда: для {\displaystyle -\infty <a<b<+\infty }:
- Для {\displaystyle -\infty <a<b<+\infty }: {\displaystyle \partial _{\mathbb {R} }(a,b)=\partial _{\mathbb {R} }(a,b]=\partial _{\mathbb {R} }[a,b)=\partial _{\mathbb {R} }[a,b]=\{a,b\};}
- {\displaystyle \partial _{\mathbb {R} }\mathbb {R} =\varnothing ;}
- {\displaystyle \partial _{\mathbb {R} }\mathbb {Q} =\mathbb {R} .}

При этом очень существенно, относительно какого объемлющего топологического пространства рассматривается граница множества.
Например, дана стандартная топология на {\displaystyle \mathbb {R} ^{2}.} Тогда граница открытого круга {\displaystyle \{(x,y)\in \mathbb {R} ^{2}\colon x^{2}+y^{2}<1\}} относительно этой топологии равна окружности {\displaystyle \{(x,y)\in \mathbb {R} ^{2}\colon x^{2}+y^{2}=1\},} потому что окрестность, с помощью понятия которой и определяется граница множества, является плоской фигурой (окрестностью может служить, например, круг с любым ненулевым радиусом) и для того, чтобы любая окрестность граничной точки могла пересекаться как с кругом {\displaystyle \{(x,y)\in \mathbb {R} ^{2}\colon x^{2}+y^{2}<1\},} так и с его дополнением {\displaystyle \{(x,y)\in \mathbb {R} ^{2}\colon x^{2}+y^{2}\geqslant 1\},} граничная точка должна быть на окружности {\displaystyle \{(x,y)\in \mathbb {R} ^{2}\colon x^{2}+y^{2}=1\}.}
Если же рассмотреть стандартную топологию на {\displaystyle \mathbb {R} ^{3},} то границей открытого круга {\displaystyle \{(x,y,0)\in \mathbb {R} ^{3}\colon x^{2}+y^{2}<1\}} будет замкнутый круг {\displaystyle \{(x,y,0)\in \mathbb {R} ^{3}\colon x^{2}+y^{2}\leqslant 1\},} поскольку внутри {\displaystyle \mathbb {R} ^{3}} окрестность является уже 3-мерной фигурой (допустим, шаром), а дополнением круга {\displaystyle \{(x,y,0)\in \mathbb {R} ^{3}\colon x^{2}+y^{2}<1\}} относительно {\displaystyle \mathbb {R} ^{3}} уже является {\displaystyle \{(x,y,0)\in \mathbb {R} ^{3}\colon x^{2}+y^{2}\geqslant 1\}\cup \mathbb {R} ^{2}\times (\mathbb {R} \setminus \{0\})}. Соответственно, в таком случае под определение граничной точки открытого круга {\displaystyle \{(x,y,0)\in \mathbb {R} ^{3}\colon x^{2}+y^{2}<1\}} уже будет попадать не только любая точка окружности {\displaystyle \{(x,y,0)\in \mathbb {R} ^{3}\colon x^{2}+y^{2}=1\},} но и любая точка исходного множества {\displaystyle \{(x,y,0)\in \mathbb {R} ^{3}\colon x^{2}+y^{2}<1\}.}